# Sergiu Nicolaescu
Sergiu Florin Nicolaescu (ur. 13 kwietnia 1930 w Târgu Jiu, zm. 3 stycznia 2013 w Bukareszcie) – rumuński reżyser, scenarzysta i aktor filmowy.

## Życiorys
Z wykształcenia inżynier mechanik, pracę w branży filmowej rozpoczął przez przypadek, gdy przyjaciel załatwił mu pracę w studiu filmowym w Bukareszcie. Choć jeszcze wtedy nie wiązał swej przyszłości ze srebrnym ekranem, jego utrzymana w poetyckim duchu krótkometrażowa produkcja Memoria trandafirului (1964) wzięła udział w konkursie filmów krótkometrażowych na  17. MFF w Cannes.
Nicolaescu zapisał się w pamięci widzów jako autor wystawnych widowisk kostiumowych wychwalających dzieje Rumunii, a także kryminałów i filmów przygodowych. Spośród jego około 50 filmów część stanowią koprodukcje z Niemcami, Francją czy USA.
Wyreżyserował dramat historyczny Waleczni przeciw rzymskim legionom (1967), który jako pierwszy film rumuński odniósł sukces na Zachodzie i zapewnił mu za granicą pozycję cenionego twórcy filmów historycznych.
Polscy kinomani znają przede wszystkim jego dramat wojenny Michał Waleczny (1970), zrealizowany niedługo wcześniej dwuczęściowy dramat kostiumowy Walka o Rzym (1968-69) czy western Unkas, ostatni Mohikanin (1969).
Po przemianie ustrojowej w Rumunii zaangażował się w politykę. Od 1990 roku do śmierci zasiadał w Senacie z ramienia postkomunistycznych socjaldemokratów.
Mimo ogromnej popularności, jaką cieszył się w kraju, przez niektórych nazywany był propagandzistą reżimu i oskarżany o oczernianie opozycyjnych kolegów przed dyktatorem Nicolae Ceaușescu. Reżyser dementował te doniesienia.
Zmarł w Bukareszcie w wieku 82 lat.

## Wybrana filmografia

### Reżyser

#### Filmy krótkometrażowe
- 1962: Scoicile n-au vorbit niciodata
- 1962: Memoria trandafirului
- 1962: Primavara obisnuita
- 1965: Lectie în infinit

#### Filmy fabularne
- 1967: Waleczni przeciw rzymskim legionom (Dacii)
- 1969: Walka o Rzym (Batalia pentru Roma)
- 1969: Aventuri in Ontario
- 1970: Michał Waleczny (Mihai Viteazul)
- 1971: Lupul marilor
- 1972: Atunci i-am condamnat pe toți la moarte
- 1972: Cu mâinile curate
- 1973: Ultimul cartuș
- 1974: Un comisar acuză
- 1974: Nemuritorii
- 1975: Insula comorilor
- 1975: Zile fierbinți
- 1975: Piratii din Pacific
- 1976: Accident
- 1977: Osąd (Osânda)
- 1978: Pentru patrie
- 1978: Revanșa
- 1979: Mihail, câine de circ
- 1979: Nea Mărin Miliardar
- 1980: Ostatnia noc... (Ultima noapte de dragoste)
- 1981: Duelul
- 1981: Capcana mercenarilor
- 1982: Întâlnirea
- 1982: Wilhelm Cuceritorul (Glorie și onoare (Cucerirea Angliei))
- 1983: Viraj periculos
- 1985: Ziua Z
- 1985: Ciuleandra
- 1985: Ringul
- 1986: Noi, cei din linia întâi
- 1986: Cautatorii de aur
- 1987: Francois Villon, poetul vagabond
- 1989: Mircea
- 1990: Coroana de foc
- 1993: Începutul adevărului
- 1996: Punctul zero
- 1999: Triunghiul Morții
- 2004: Afganistan
- 2004: Orient Express
- 2005: 15
- 2008: Supraviețuitorul
- 2009: Carol I
- 2012: Ultimul corupt din România
- 2010: Poker